# 劉炯朗
劉炯朗（1934年10月25日—2020年11月7日），生於廣東廣州，資訊學者，曾於美國麻省理工學院、伊利諾大學任教，並曾擔任過伊利諾大學香檳校區助理副校長職務，2000年時當選中央研究院院士。1998年－2002年，放棄美國國籍並擔任國立清華大學校長。自國立清華大學卸任後，擔任集邦科技股份有限公司董事長、香港城市大學訪問學者、國立成功大學電機工程學系李國鼎科技講座教授、國立清華大學蒙民偉榮譽講座教授、中國大陸的半導體人才培訓中心「芯華集成電路人才培訓中心」校長。

## 生平

### 求學時期
劉炯朗於民國23年（1934年）10月在廣州出生，年僅四歲就碰上對日抗戰，父親劉沛然是國軍飛行員，母親則帶著三個兒子從廣州逃到澳門，一邊在小學任教，一邊悉心教養三子。劉炯朗在聖公會澳門蔡高中學完成中、小學教育。十一歲抗戰勝利後，父親隨空軍部隊到台灣，而他們則繼續留在澳門唸書。因為父親在台灣擔任軍職，遂前到台灣報考大學，並考入臺灣省立工學院（今國立成功大學）電機系就讀, 其在成大電機的學業成績一直是最高分紀錄保持者。民國41年（1952年），由澳門抵台進入大學前，曾隨父親住在高雄岡山眷村樂群村。當時劉炯朗報考國立台灣大學與省立工學院。在考上省立工學院電機系後，就決定在台南唸書，不再考台灣大學。1956年大學畢業，報考國立清華大學原子科學研究所第一屆入學考試，並以正取第二名的成績獲得錄取。但因同時取得美國麻省理工學院提供的獎學金，所以選擇先從軍擔任陸軍少尉預官，1958年退伍後便隻身留學美國，於1960年及1962年分別取得麻省理工學院電腦碩士及博士學位。

### 旅美時期
劉炯朗自麻省理工學院取得博士學位後，分別在麻省理工學院與伊利諾大學香檳分校擔任教職三十多年:
- 美國麻省理工學院電機工程系助理教授及副教授（1962-1972）
- 美國伊利諾大學香檳校區資訊工程系教授（1972-1998）
- 美國伊利諾大學香檳校區助理副校長（1995-1998）
- 美國伊利諾大學香檳校區榮譽退休教授（1998-2020）

此外，亦曾擔任哈佛大學、墨西哥城城市大學、柏林工學院及巴黎大學等知名學府與機構訪問學者、從事短期研究。

### 國立清華大學校長時期

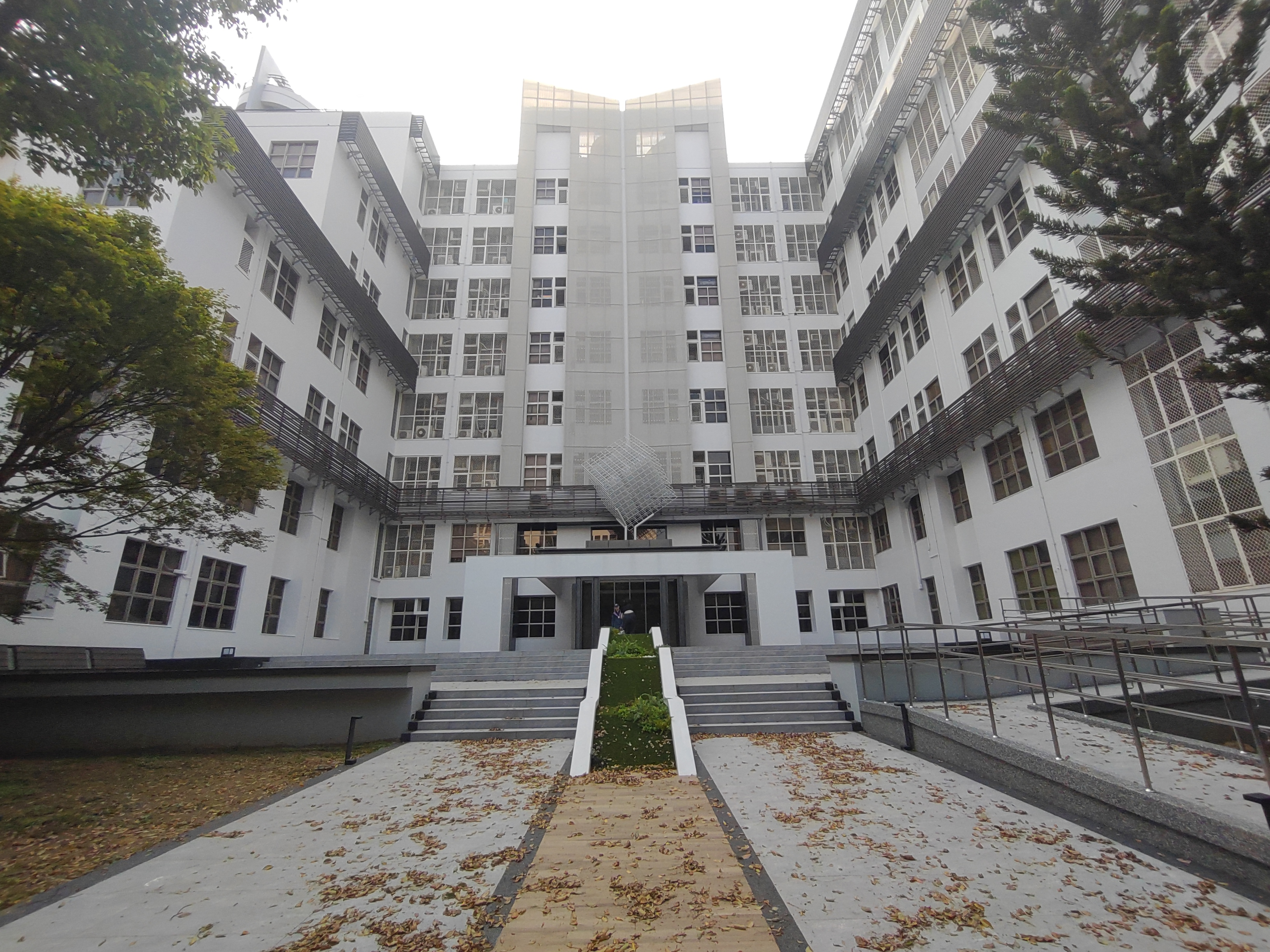
國立清華大學劉炯朗館（資訊電機館）

劉炯朗旅居美國四十年，在此之前也僅在臺六年，清大校長為劉炯朗最為台灣大眾所知的職位。曾任中央研究院資訊所所長的李德財曾經表示，劉炯朗放棄美籍返臺接掌清大校長是促使他決定返台服務的原因之一(對於台灣的國立大學校長的國籍限制，已於2005年放寬為外籍或雙重國籍者，亦可擔任)。劉炯朗校長四年任內〔1998/2/4—2002/2/3〕，由台積電募款新台幣一億五千萬元，支持清大籌建台積館並成立科技管理學院。亦從旺宏、臺達電、威盛、凌陽、合勤、台灣應用等諸多公司為清大募得約五億捐款。同時促成與國立交通大學、國立中央大學、國立陽明大學籌組臺灣聯合大學系統合作方案。而兩岸清華大學與北京大學、復旦大學、蘇州大學、蘭州大學交流成果，亦頗可觀。劉炯朗接任清華大學校長剛滿一個月，清大校園內發生刑事案洪曉慧事件，校園氣氛低迷，校譽深受打擊。但是在遠見雜誌所做的學術聲望調查，清華大學在他任內於1998、1999連續兩年學術聲望超越台大，排名第一。在清華大學擔任校長期間，亦開設離散數學與電磁學等課程，課堂場場爆滿，課程生動活潑，是少數校長仍走入課堂與校園學生人群的典範。

## 榮譽
劉炯朗為國際知名之計算機科學家，對於即時系統、電腦輔助設計、VLSI佈局、組合最佳化、離散數學等領域均有傑出貢獻，其於1973年發表之論文，至2020年為止已被引用超過12491次，影響極大，並且在2011年獲得有「EDA界的諾貝爾獎」之稱的卡夫曼獎。另外，其所撰寫的離散數學教科書「Elements of Discrete Mathematics」被世界許多大學資訊工程系（例如：美國伊利諾大學芝加哥分校、加拿大皇后大學、台灣大學）採用為離散數學主要教材或是重要參考教材。劉炯朗曾在美國麻省理工學院、美國伊利諾大學任教，返回台灣後亦擔任國立清華大學校長及榮譽講座教授，培育英才無數、桃李滿天下。圖靈獎唯一的華人得主姚期智是其門生。劉炯朗在2015年受邀為美國Computer History Museum錄製口述歷史，是少數亞洲身分獲此採訪。
- 電機電子工程師學會會士（Fellow，IEEE，1986）
- ACM Karl V. Karlstrom Outstanding Education Award（1990）
- IEEEComputer Society Taylor L. Booth Education Award（1992）
- 美國計算機協會會士（Fellow，ACM，1994）
- IEEE 教育獎章（1994）
- IEEE Circuits and Systems Society 成就獎（1998）
- 中華民國資訊學會資訊榮譽獎章（1999）
- 中央研究院院士（2000）
- IEEE 千禧年獎章（2000）
- 澳門大學 榮譽博士學位（2004）
- International Conference on VLSI Design 終生成就獎（2005）
- 國立政治大學 名譽理學博士學位（2010）[8]
- 卡夫曼獎（2011）
- Special Commemoration, International Symposium on Physical Design（2012）
- 中華民國電腦學會102年度傑出成就獎/電腦學會會士
- 電機電子工程師學會IEEE Gustav Robert Kirchhoff Award （2014）
- 澳門專業功績勳章（2014）
- 中國計算機學會(CCF)海外傑出貢獻獎（2015）
- ACM SIGDA Pioneering成就獎（2016）
- 歐洲DATE 2017 Conference EDAA 成就獎（2017）

自國立清華大學校長卸任後，劉炯朗依然擔任許多學術單位的榮譽職:
- 國立清華大學梅貽琦榮譽講座教授(2002-2004)
- 香港理工大學訪問教授(2002)
- 香港理工大學榮譽教授(2002-2005)
- 日本早稻田大學訪問教授(2003-2005)
- 國立中央大學李國鼎講座教授(2003-2006)
- 香港城市大學訪問教授(2002-2004)
- 香港城市大學榮譽教授(2004-2006)
- 國立清華大學蒙民偉榮譽講座教授(2004-2020)
- 東海大學博雅書院榮譽書院長(2009-2020)
- 香港中文大學逸夫書院邵逸夫爵士傑出訪問學人(2011至12年度)
- 中華文化總會執行委員
- 澳門科學技術獎獎勵評審委員會委員(2012-2020) [9]
- 元智大學董事會董事(2016-2020)

### 業餘貢獻
從2005年10月開始，劉炯朗在台灣的新竹IC之音「我愛談天你愛笑」廣播節目，內容多數和科技、教育、文學等領域比較接近。同名節目於2009年4月3日起在台北NEWS 98電台每週五上午10:30播出半小時。同時集結投稿、隨筆以及廣播節目內容，出版多本科普、散文作品，其中《一次看懂自然科學》更獲中國時報「2010開捲好書獎最佳青少年圖書獎」與第35屆金鼎獎。劉炯朗自清大校長退休後，持續因為媒體的訪問、演講邀約、著作出版、廣播節目、文章在網路上的轉載、擔任大專院校和科技公司榮譽職位，繼續在台灣與華人社會保持影響力。他曾任TrendForce（集邦科技）的董事長，推動商業智庫與智慧財在台灣與國際市場的能見度。

## 褒揚令
中央研究院院士、國立清華大學前校長劉炯朗，睿達瑋異，撝謙儒雅。少歲卒業成功大學電機工程學系，旋負笈重洋，獲美國麻省理工學院電腦碩士暨博士學位，礱淬探綜，逴犖標拔。旅美期間，投身即時系統鑽研，倡提電子設計自動化；秉心離散數學潛究，創新電腦輔助設計，取精用宏，面壁功深。嗣遄返接掌清華大學，悉力款項捐募事宜，厚實校區軟硬體建置；肇始多元校務興革，扎根傑秀人才培植；成立首座科技管理學院，籌組臺灣聯合大學系統，躬詣殫智，卓越前瞻；啟沃甄陶，棫樸稱詠。榮退後勤志筆耕，弘宣科普教育真義，張拓人文關懷視野，爰以《一次看懂自然科學》乙書獲頒金鼎獎徽譽，言近旨遠，文見理明。曾獲選美國電機電子工程師學會、電腦機械學會會士，復分獲該二學會教育獎暨「菲爾卡夫曼獎」等殊榮，泰斗宗匠，揚歷寰宇。綜其生平，協策國家科技產業發展，盡瘁臺灣資訊領域薪傳，懋績聲采，器舉瑚璉；清範流風，卷帙芳挹。遽聞溘然殂殞，軫悼曷勝，應予明令褒揚，用示政府崇禮邦彥之至意。
總　　　統　蔡英文　　　　

行政院院長　蘇貞昌　　　　

## 科普著作
- 2010年《20不惑：大學校長親授33堂生涯必修課》／時報文化出版公司
- 2010年《一次看懂自然科學》／時報文化出版公司
- 2010年《一次看懂社會科學》／時報文化出版公司
- 2011年《國文課沒教的事》／時報文化出版公司
- 2011年《下課後的奇幻補習班》／時報文化出版公司
- 2012年《學校沒教的邏輯課：發現八卦、婚姻、網拍背後的定理》／時報文化出版公司
- 2013年《國文課沒教的事2：劉炯朗讀三字經》／時報文化出版公司
- 2014年《從輪子到諾貝爾：學校沒教的創新發明》／時報文化出版公司
- 2015年《你沒聽過的邏輯課：探索魔術、博奕、運動賽事背後的法則》／時報文化出版公司
- 2017年《國文課沒教的事3：語文力向上》／時報文化出版公司
- 2018年《學校沒教的邏輯課第2冊》／時報文化出版公司
- 2019年《泛知識時代的7堂課：邁向選舉、密碼、商業交易的新思路》／時報文化出版公司
- 2019年《20不惑：校長親授13堂生涯必修課第1冊》／時報文化出版公司
- 2019年《20不惑：校長親授13堂生涯必修課第2冊》／時報文化出版公司
- 2019年《下課後的奇幻補習班第2冊》／時報文化出版公司
- 2019年《下課後的奇幻補習班第3冊》／時報文化出版公司
- 2020年《劉炯朗開講：3分鐘品讀文學》／時報文化出版公司

## 家庭
劉炯朗父親劉沛然以美國歸僑身分加入廣東空軍，在1932年第一次淞滬戰爭時被編入混合機隊（由驅逐機與轟炸機配合）北上參戰，對日抗戰期間曾派駐四川、雲南昆明與新疆伊寧等地，經歷多次空戰並擔任過飛行教官、偵查班副主任等職，空軍中校退伍。劉炯朗三兄弟都是成大校友，一門三傑，哥哥劉炯炎讀機械、弟弟劉炯權念化工，赴美進修後都擔任大學教職，劉炯權在生物晶片領域的表現相當傑出，現為凱斯西儲大學(Case Western Reserve University，CWRU)化工系教授兼電子設計中心(Electronic Design Center)主任。劉炯朗的妻子張韻詩為知名資訊學者，現任中央研究院資訊科學研究所特聘講座，研究專長為即時系統、作業系統、計算機網路，以及效能分析評估。

## 軼事
- 劉炯朗弟弟劉炯權為知名材料科學學者，每年固定自美返台進行學術交流，協助台灣相關研究。他在一次訪問曾笑說，他在台灣常被人介紹是劉校長的弟弟。
- 劉炯朗母語為粵語，澳門中小學也是粵語教學，所以他曾自我打趣說：他說著有中文腔的英語，有廣東腔的中文。

## 外部連結
- 劉炯朗個人部落格 （页面存档备份，存于）
- 劉炯朗教授讚辭 （页面存档备份，存于）
- 時報出版--劉炯朗作者專區
- 美國麻省理工學院 （页面存档备份，存于）
- 美國伊利諾大學香檳分校 （页面存档备份，存于）
- 國立清華大學歷任校長介紹 -- 劉炯朗
- 香港城市大學 （页面存档备份，存于）
- 電氣電子工程師協會 （页面存档备份，存于）
- 美國電腦學會 （页面存档备份，存于）
- IC之音 竹科廣播 我愛談天你愛笑 （页面存档备份，存于）[1]

1. ↑  . （原始内容存档于2020-10-21）.